# Eubotas de Cyrène
Vous lisez un « bon article » labellisé en 2017.
Eubotas de Cyrène (grec ancien : Εὐϐώτας Κυρηναῖος) est un double vainqueur olympique originaire de la cité de Cyrène.
Ainsi qu'un oracle le lui avait annoncé, il remporta la course à pied du stadion lors des 93e Jeux olympiques en 408 av. J.-C. Quarante-quatre ans plus tard, en 364 av. J.-C., lors des 104e Jeux, il reçut, en tant que propriétaire d'un attelage, une seconde couronne olympique pour la course de chars à quatre chevaux, les quadriges.

## Biographie

### Victoire aux Jeux olympiques de 408
Alors qu'Eubotas de Cyrène se préparait pour la course à pied du stadion, d'une longueur d'un stade (environ 192 m) aux 93e Jeux olympiques en 408, l'oracle de Libye lui annonça qu'il remporterait cette épreuve. Aussi, avant même de partir, l'athlète fit préparer une statue commémorative de sa victoire,,.
Dans les mois qui précédèrent les Jeux, Eubotas rencontra l'hétaïre Laïs de Corinthe. Celle-ci serait tombée amoureuse de lui au point de lui suggérer le mariage. Eubotas lui aurait alors fait le serment de l'épouser, tout en lui expliquant qu'ils ne pouvaient immédiatement convoler, car il ne voulait pas perturber sa préparation olympique. Il refusa aussi les services qu'elle lui proposait, toujours pour la même raison,,,.
Il fut bel et bien vainqueur du stadion lors de ces 93e Jeux olympiques,,,,. Grâce à l'oracle, il fut donc l'un des rares athlètes à pouvoir, le même jour, recevoir la couronne d'olivier de la victoire et dédicacer sa statue,,.
Cependant, après sa victoire au stadion, Eubotas dut tenir le serment fait à Laïs. Ce fut alors qu'il fit peindre un portrait grandeur nature de la jeune femme. En « amenant » ce portrait chez lui à Cyrène, il affirma que sa promesse était tenue,,,. Eubotas jouait là sur la polysémie du verbe « amener » (« ἄγω » en grec ancien) qui était parfois utilisé dans le sens d'« épouser »,, mais aussi « dessiner ». Quelques années plus tard, son épouse légitime fit ériger à Cyrène une statue d'Eubotas célébrant sa capacité à résister à la tentation,.

### Victoire aux Jeux olympiques de 364
La course de quadriges, chars à quatre chevaux, le τέθριππον / téthrippon, d'une longueur approximative de 14 km, était une des épreuves les plus anciennes, remontant à 680 av. J.-C., une des plus prestigieuses et surtout une des plus onéreuses lors des Jeux olympiques antiques,. Pour cette raison, ce n'était pas le nom de l'aurige, le conducteur du char, qui était conservé, mais celui du propriétaire de l'attelage. Lors des 104e Jeux en 364 av. J.-C., Eubotas de Cyrène fut une seconde fois couronné à Olympie, quarante-quatre ans après sa première victoire, mais en tant que propriétaire,,.
Cependant, Élis, la cité organisatrice des Jeux, ne reconnaissait pas les 104e Jeux. En effet, en 364, ces derniers étaient passés sous le contrôle de Pise, une cité voisine, alliée aux Arcadiens. Lorsque les Éléens reprirent le contrôle du sanctuaire, ils refusèrent d'officialiser les victoires des 104e Jeux, expliquant que les arbitres arcadiens n'avaient pas les qualifications requises,,.

### Autres victoires possibles
L'épigramme 86 du papyrus de Milan généralement attribué à Posidippe de Pella (IIIe siècle av. J.-C.), mentionne un propriétaire de chevaux appelé Eubotas qui fait l’éloge de son cheval Aithon. Celui-ci a remporté quatre courses aux Jeux néméens et deux courses aux Jeux pythiques. Ce propriétaire de chevaux est souvent considéré comme Eubotas de Cyrène. Ces six victoires viendraient donc s'ajouter à son palmarès,.

### Hypothèse concernant une autre statue commémorative

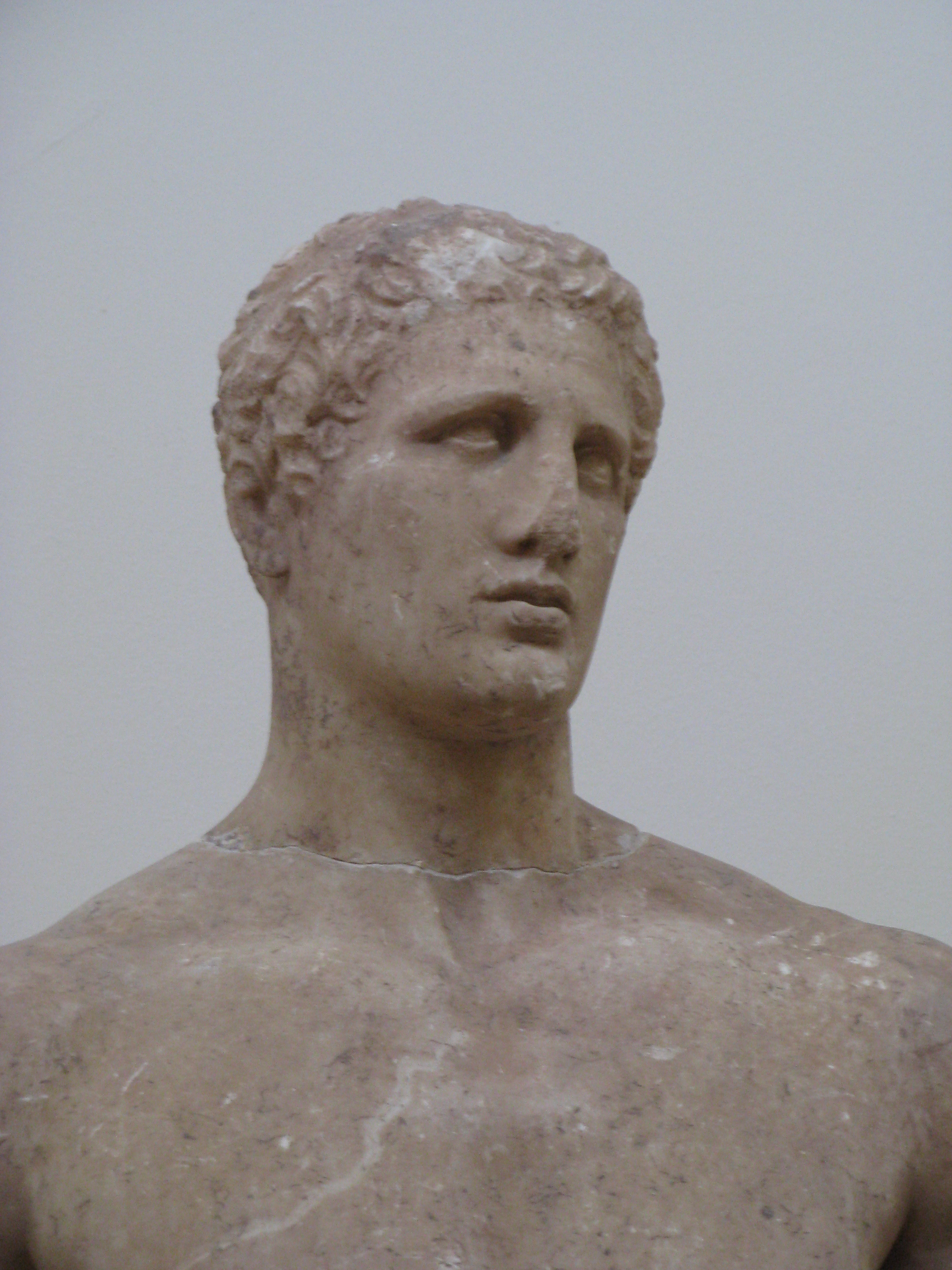
Tête de l'Hagias de Delphes

En 2000, lors des fouilles dans le sanctuaire de Déméter à Cyrène, une tête en marbre, très endommagée, fut mise au jour par la mission archéologique italienne. Haute de 9,5 cm, la tête devait représenter un mortel. Divers détails la rapprochent de l'« Hagias » de Lysippe, dont une copie est conservée à Delphes. L'« Hagias » célébrant un pancratiste victorieux lors de nombreux jeux panhelléniques avait été dédiée à Pharsale, pour l'original, et Delphes, pour la copie, par le fils du sportif, Daochos en l'honneur des victoires de son père,. Il est possible de conjecturer, d'après Oscar Mei, que cette copie cyrénaïque de l'« Hagias » de Lysippe pourrait avoir été dédiée par le fils d'Eubotas, vers la fin du IVe siècle av. J.-C. en l'honneur de son père.

### Sources antiques
- Diodore de Sicile, Bibliothèque historique [détail des éditions] [lire en ligne] (13, 68).
- Élien, Histoires variées [lire en ligne] (10, 2). (sur Wikisource)
- Eusèbe de Césarée, Chronique, Livre I, 70-82. Lire en ligne.
- Pausanias, Description de la Grèce [détail des éditions] [lire en ligne] (6, 8, 3).
- Posidippe de Pella, Épigramme 86, Papyrus de Milan. Lire en ligne.
- Xénophon, Helléniques [lire en ligne] (1, 2, 1).